# Namnsdagsserien
Namnsdagsserien var ett program med roliga sketcher med Måns Herngren, Hannes Holm, Ulf Larsson med flera som hade premiär den 9 februari 1986. Varje program var döpt efter dagens namnsdagsbarn. Det var tänkt att sändas i tio avsnitt men på grund av Palmemordet blev ett avsnitt inställt.

## Medverkande
- 9 februari 1986 – "Fanny" Margareta Pettersson
- 16 februari 1986 – "Julia", med Ulf Elfving och Tintin Anderzon
- 23 februari 1986 – "Torsten"
- 9 mars 1986 – "Ernst-Torbjörn" med Jan Sparring och Hans Lindgren
- 16 mars 1986 – "Herbert" med Bo Widerberg, Tintin Anderzon, Gunnar Ernblad och Pelle Berglund
- 23 mars 1986 – "Gerda" med gruppen Something Else (koreografen Ika Nord, musikern Lars Demian och magikern Peter Snow)
- 30 mars – "Holger" med Claire Wikholm, Bertil Norström, Allan Svensson
- 6 april – "Vilhelm" med Carl-Gustaf Lindstedt
- 13 april – "Artur"

## Vinjett
Vinjetten var gjord av konstnären Johan Hagelbäck och signaturmelodin Televisionen sjöngs av Orup.